# ماجد حسن
ماجد حسن (مواليد 1 أغسطس 1992) لاعب كرة قدم إماراتي يجيد اللعب في مركز الوسط مع منتخب الإمارات الوطني ونادي الشارقة في دوري الخليج العربي.

## مسيرة اللاعب
كان يلعب مع النادي الأهلي و في عام 2017 بعد دمج أندية الأهلي و نادي الشباب ونادي دبي تحت مسمى نادي شباب الأهلي تم ضمه إلى نادي شباب الأهلي و انظم إلى نادي الشارقة في عام 2022.

## الإنجازات
الإمارات العربية المتحدة
- كأس الخليج العربي لكرة القدم: 2013
- كأس آسيا المركز الثالث: 2015

## روابط خارجية
- ماجد حسن على موقع ناشيونال فوتبول تيمز (الإنجليزية)
- ماجد حسن على موقع Soccerway.com (الإنجليزية)